# Rozkład Boltzmanna
Rozkład Boltzmanna – stosowane w fizyce i chemii równanie określające sposób obsadzania stanów energetycznych przez atomy, cząsteczki lub inne indywidua cząsteczkowe (cząstki) w stanie równowagi termicznej.
Równanie Boltzmanna pozwala określić tzw. funkcję rozkładu energii dla układów zawierających tak duże liczby obiektów, że stosują się do tzw. prawa wielkich liczb i można stosować do nich metody termodynamiki statystycznej, np. do gazu doskonałego lub gazu rzeczywistego. Przy stosowaniu rozkładu Boltzmanna nie jest wymagana szczegółowa wiedza na temat charakteru poziomów energetycznych.
Rozkład przedstawia stosunek obsadzeń {\displaystyle N_{i}/N_{j}} przez obiekty mikroskopowe dla dwu stanów „{\displaystyle i}”, „{\displaystyle j}” różniących się energią:
{\displaystyle {\frac {N_{i}}{N_{j}}}=\exp \left({\frac {-\Delta E_{ij}}{kT}}\right),}
gdzie:
{\displaystyle N_{i},} {\displaystyle N_{j}} – liczba obiektów w stanach „{\displaystyle i}”, „{\displaystyle j}”,
{\displaystyle \Delta E_{ji}=E_{j}-E_{i}} – różnica energii dla stanów „{\displaystyle i}”, „{\displaystyle j}”,
{\displaystyle k} – stała Boltzmanna, {\displaystyle k=R/N_{\mathrm {A} },} {\displaystyle R} – (uniwersalna) stała gazowa, {\displaystyle N_{\mathrm {A} }} – stała Avogadra,
{\displaystyle T} – temperatura.
Oprócz różnicy energii zasadniczą rolę w obsadzeniu poziomów energetycznych odgrywa temperatura. Zgodnie z rozkładem Boltzmanna dla temperatury dążącej do zera będą obsadzone jedynie najniższe, podstawowe poziomy energetyczne.
Jeżeli dane poziomy są zdegenerowane (dla danej energii istnieje {\displaystyle g_{i}} poziomów o tej samej energii obsadzenia) wówczas prawdopodobieństwa obsadzenia rosną proporcjonalnie do degeneracji:

Porównanie statystyk kwantowych

{\displaystyle {\frac {N_{i}}{N_{j}}}={\frac {g_{i}}{g_{j}}}\exp \left({\frac {-\Delta E_{ij}}{kT}}\right),}
gdzie:
{\displaystyle g_{i},} {\displaystyle g_{j}} – degeneracja poziomów „{\displaystyle i}”, „{\displaystyle j}” (liczba stanów zdegenerowanych odpowiadających tej samej energii).
Uwzględniając możliwość obsadzenia wszystkich stanów:
{\displaystyle N_{i}=N{\frac {\exp \left({\frac {-E_{i}}{kT}}\right)}{\sum _{j}\exp \left({\frac {-E_{j}}{kT}}\right)}}=N{\frac {\exp \left({\frac {-E_{i}}{kT}}\right)}{q}},}
gdzie:
{\displaystyle N} – liczba wszystkich obiektów (cząsteczek),
{\displaystyle q=\sum _{i}\exp \left({\frac {-E_{i}}{kT}}\right)} – tzw. suma stanów (funkcja rozdziału).
W przypadku istnienia stanów zdegenerowanych:
{\displaystyle N_{i}=N{\frac {g_{i}\exp \left({\frac {-E_{i}}{kT}}\right)}{\sum _{j}g_{j}\exp \left({\frac {-E_{j}}{kT}}\right)}}=N{\frac {g_{i}\exp \left({\frac {-E_{i}}{kT}}\right)}{q^{*}}},}
gdzie:
{\displaystyle q^{*}=\sum _{j}g_{j}\exp \left({\frac {-E_{j}}{kT}}\right)} – suma stanów uwzględniająca degenerację.
Rozkład Boltzmanna jest zasadniczo rozkładem, w którym prawdopodobieństwo obsadzenia stanu maleje wykładniczo wraz z energią poziomu, jednak w przypadku silnej degeneracji niektórych poziomów, mogą być one silniej obsadzone niż niższe poziomy.
W przypadku bardzo wysokiej temperatury {\displaystyle (T\to \infty )} wszystkie czynniki typu {\displaystyle \exp(-E/kT)} stają się równe jedności (oczywiście gdy {\displaystyle E\ll kT}) i wówczas wszystkie stany są jednakowo prawdopodobne, a rozkład Boltzmanna przechodzi wówczas w rozkład jednostajny.